# Llista de topònims de Sant Guim de Freixenet
Llista de topònims (noms propis de lloc) del municipi de Sant Guim de Freixenet, a la Segarra
Informació actualitzada per un bot. Els canvis manuals es perdran quan s'actualitzi!

## cabana
| imatge | Nom                     | Ubicat a                  | instància de | Detalls                         | coordenades                                                                  | Protecció | Commons (més fotos) | Dades a WD                    |
| ------ | ----------------------- | ------------------------- | ------------ | ------------------------------- | ---------------------------------------------------------------------------- | --------- | ------------------- | ----------------------------- |
|        | Coberts del Sala        | la Rabassa                | cabana       |                                 | 41° 38′ 46″ N, 1° 23′ 05″ E / 41.646222743376°N,1.38481807974117°E 684 msnm  |           |                     | Modifica les dades a Wikidata |
|        | barraca del Maginet     | la Tallada                | cabana       | Estat: ruïnós                   | 41° 38′ 28″ N, 1° 26′ 38″ E / 41.6412358810233°N,1.44377678879475°E 751 msnm |           |                     | Modifica les dades a Wikidata |
|        | barraca del Tiet        | la Tallada                | cabana       |                                 | 41° 38′ 31″ N, 1° 26′ 25″ E / 41.6418281307889°N,1.44029248488582°E 757 msnm |           |                     | Modifica les dades a Wikidata |
|        | cabana del Garriguet    | la Rabassa                | cabana       |                                 | 41° 39′ 18″ N, 1° 22′ 55″ E / 41.6550281644663°N,1.38202801985811°E 678 msnm |           |                     | Modifica les dades a Wikidata |
|        | caseta del Marcó        | Sant Domí                 | cabana       |                                 | 41° 40′ 20″ N, 1° 24′ 36″ E / 41.6723315839907°N,1.40987266015018°E 751 msnm |           |                     | Modifica les dades a Wikidata |
|        | cobert de l'Agustí      | Freixenet de Segarra      | cabana       |                                 | 41° 39′ 50″ N, 1° 23′ 40″ E / 41.6638658078472°N,1.39437040949292°E 636 msnm |           |                     | Modifica les dades a Wikidata |
|        | cobert del Bonet        | Sant Domí                 | cabana       |                                 | 41° 40′ 01″ N, 1° 24′ 53″ E / 41.6670024005645°N,1.41464036791818°E 698 msnm |           |                     | Modifica les dades a Wikidata |
|        | cobert del Salat        | Altadill                  | cabana       |                                 | 41° 40′ 07″ N, 1° 23′ 26″ E / 41.6684966361493°N,1.3906036678642°E 660 msnm  |           |                     | Modifica les dades a Wikidata |
|        | cobert del Valentí      | el Castell de Santa Maria | cabana       |                                 | 41° 40′ 45″ N, 1° 24′ 12″ E / 41.6791236411618°N,1.40344613426039°E 622 msnm |           |                     | Modifica les dades a Wikidata |
|        | era del Marçans         | la Tallada                | cabana       |                                 | 41° 38′ 20″ N, 1° 25′ 05″ E / 41.6389565482143°N,1.41800553617697°E 735 msnm |           |                     | Modifica les dades a Wikidata |
|        | era del Perejoan        | Freixenet de Segarra      | cabana       |                                 | 41° 39′ 52″ N, 1° 23′ 40″ E / 41.6643271750859°N,1.39451509084022°E 644 msnm |           |                     | Modifica les dades a Wikidata |
|        | era del Pouet           | Sant Guim de la Rabassa   | cabana       |                                 | 41° 38′ 51″ N, 1° 24′ 28″ E / 41.6474088867409°N,1.40785601222261°E 706 msnm |           |                     | Modifica les dades a Wikidata |
|        | era del Sagal           | la Tallada                | cabana       |                                 | 41° 38′ 07″ N, 1° 24′ 35″ E / 41.6353754652954°N,1.40978506020204°E 733 msnm |           |                     | Modifica les dades a Wikidata |
|        | era del Vidal           | Altadill                  | cabana       |                                 | 41° 40′ 10″ N, 1° 22′ 52″ E / 41.669379°N,1.381134°E 654 msnm                |           |                     | Modifica les dades a Wikidata |
|        | pallissa d'en Colomines | la Tallada                | cabana       |                                 | 41° 38′ 20″ N, 1° 24′ 51″ E / 41.6388669350104°N,1.4141176128069°E 742 msnm  |           |                     | Modifica les dades a Wikidata |
|        | pallissa del Ferran     | Freixenet de Segarra      | cabana       |                                 | 41° 39′ 30″ N, 1° 23′ 53″ E / 41.6582264310387°N,1.39816159954652°E 658 msnm |           |                     | Modifica les dades a Wikidata |
|        | pallissa del Marçans    | la Tallada                | cabana       |                                 | 41° 38′ 17″ N, 1° 24′ 47″ E / 41.6381485687254°N,1.41297060808485°E 740 msnm |           |                     | Modifica les dades a Wikidata |
|        | pallissa del Picotí     | Sant Guim de Freixenet    | cabana       | Estat: localització desconeguda | 41° 38′ 25″ N, 1° 24′ 50″ E / 41.6403594086621°N,1.4139249244161°E           |           |                     | Modifica les dades a Wikidata |
|        | pallissa del Vidal      | el Castell de Santa Maria | cabana       |                                 | 41° 40′ 34″ N, 1° 24′ 05″ E / 41.6760795288312°N,1.40151514132511°E 661 msnm |           |                     | Modifica les dades a Wikidata |

## casa
| imatge | Nom                                   | Ubicat a               | instància de | Detalls                                                      | coordenades                                                                                   | Protecció                                  | Commons (més fotos)                   | Dades a WD                    |
| ------ | ------------------------------------- | ---------------------- | ------------ | ------------------------------------------------------------ | --------------------------------------------------------------------------------------------- | ------------------------------------------ | ------------------------------------- | ----------------------------- |
|        | Cal Calafell                          | Sant Guim de Freixenet | casa         | Estil: modernisme català 20th century                        | 41° 39′ 19″ N, 1° 25′ 07″ E / 41.65523°N,1.41862°E ca:C. Major, 37 738 msnm                   | bé integrant del patrimoni cultural català | Cal Calafell (Sant Guim de Freixenet) | Modifica les dades a Wikidata |
|        | Cal Marcé Vell                        | Freixenet de Segarra   | casa         | Estil: arquitectura gòtica arquitectura popular 16th century | 41° 39′ 40″ N, 1° 23′ 47″ E / 41.66103°N,1.39637°E ca:C. Major, 6 663 msnm                    | bé integrant del patrimoni cultural català | Cal Marcé Vell                        | Modifica les dades a Wikidata |
|        | Cal Sala de la Rabassa                | la Rabassa             | casa         | Estil: arquitectura popular 16th century                     | 41° 38′ 52″ N, 1° 22′ 58″ E / 41.64784°N,1.38276°E ca:C. Únic 696 msnm                        | bé integrant del patrimoni cultural català | Cal Sala de la Rabassa                | Modifica les dades a Wikidata |
|        | Cal Sarró de Freixenet de Segarra     | Freixenet de Segarra   | casa         | Estil: arquitectura popular 19th century                     | 41° 39′ 39″ N, 1° 23′ 48″ E / 41.66089°N,1.39656°E ca:C. Alt 667 msnm                         | bé integrant del patrimoni cultural català | Cal Sarró de Freixenet de Segarra     | Modifica les dades a Wikidata |
|        | Cal Torreta de Freixenet de Segarra   | Freixenet de Segarra   | casa         | Estil: arquitectura popular 16th century                     | 41° 39′ 40″ N, 1° 23′ 47″ E / 41.66111°N,1.39646°E ca:C. Alt 674 msnm                         | bé integrant del patrimoni cultural català | Cal Torreta de Freixenet de Segarra   | Modifica les dades a Wikidata |
|        | Cal Torreta de Sant Guim de Freixenet | Sant Guim de Freixenet | casa         | Estil: arquitectura popular 19th century                     | 41° 39′ 18″ N, 1° 25′ 06″ E / 41.65512°N,1.41838°E ca:C. Sant Antoni Maria Claret, 2 738 msnm | bé integrant del patrimoni cultural català | Cal Torreta de Sant Guim de Freixenet | Modifica les dades a Wikidata |
|        | Cal Xel                               | Sant Guim de Freixenet | casa         | Estil: arquitectura modernista 20th century                  | 41° 39′ 22″ N, 1° 25′ 15″ E / 41.65618°N,1.42077°E ca:C. Major, 34 738 msnm                   | bé integrant del patrimoni cultural català | Cal Xel (Sant Guim de Freixenet)      | Modifica les dades a Wikidata |

## castell
| imatge | Nom                                | Ubicat a                  | instància de | Detalls                                                        | coordenades                                                                         | Protecció                                            | Commons (més fotos)                            | Dades a WD                    |
| ------ | ---------------------------------- | ------------------------- | ------------ | -------------------------------------------------------------- | ----------------------------------------------------------------------------------- | ---------------------------------------------------- | ---------------------------------------------- | ----------------------------- |
|        | Castell de Sant Domí               | Sant Domí                 | castell      | Estil: arquitectura romànica arquitectura popular 11st century | 41° 39′ 57″ N, 1° 24′ 48″ E / 41.6658°N,1.41335°E ca:C. Únic 700 msnm               | bé integrant del patrimoni cultural català           | Castell de Sant Domí                           | Modifica les dades a Wikidata |
|        | Castell de Sant Guim de la Rabassa | Sant Guim de la Rabassa   | castell      | Estil: arquitectura popular 16th century                       | 41° 38′ 55″ N, 1° 24′ 21″ E / 41.64852°N,1.4058°E ca:C. del Castell 716 msnm        | bé integrant del patrimoni cultural català           | Castell de Sant Guim de la Rabassa             | Modifica les dades a Wikidata |
|        | Castell de Santa Maria             | el Castell de Santa Maria | castell      | 11st century                                                   | 41° 40′ 52″ N, 1° 24′ 18″ E / 41.681168°N,1.404873°E ca:Carrer Únic 669 msnm        | bé d'interès cultural bé cultural d'interès nacional | Castell de Santa Maria                         | Modifica les dades a Wikidata |
|        | Castell de Vilalta                 | la Tallada                | castell      | 11st century                                                   | 41° 38′ 28″ N, 1° 26′ 19″ E / 41.641012°N,1.438691°E ca:Barranc de la Cova 773 msnm | bé d'interès cultural bé cultural d'interès nacional | Castell de Vilalta                             | Modifica les dades a Wikidata |
|        | Castell de la Tallada              | la Tallada                | castell      | Estil: arquitectura romànica arquitectura popular 13rd century | 41° 38′ 27″ N, 1° 24′ 59″ E / 41.640815°N,1.416375°E ca:Carrer del Castell 749 msnm | bé d'interès cultural bé cultural d'interès nacional | Castell de la Tallada (Sant Guim de Freixenet) | Modifica les dades a Wikidata |

## creu de terme
| imatge | Nom                                       | Ubicat a               | instància de                          | Detalls                                  | coordenades                                                 | Protecció                                  | Commons (més fotos)                       | Dades a WD                    |
| ------ | ----------------------------------------- | ---------------------- | ------------------------------------- | ---------------------------------------- | ----------------------------------------------------------- | ------------------------------------------ | ----------------------------------------- | ----------------------------- |
|        | Creu Monumental de Freixenet de Segarra   | Sant Guim de Freixenet | creu de terme creu de la Santa Missió | Estil: arquitectura popular 20th century | 41° 39′ 38″ N, 1° 23′ 45″ E / 41.66052°N,1.39595°E 646 msnm | bé integrant del patrimoni cultural català | Creu Monumental de Freixenet de Segarra   | Modifica les dades a Wikidata |
|        | Creu Monumental de Sant Guim de Freixenet | Sant Guim de Freixenet | creu de terme creu de la Santa Missió | Estil: arquitectura popular 20th century | 41° 39′ 16″ N, 1° 25′ 06″ E / 41.65444°N,1.41844°E 740 msnm | bé integrant del patrimoni cultural català | Creu Monumental de Sant Guim de Freixenet | Modifica les dades a Wikidata |

## edifici
| imatge | Nom                                         | Ubicat a               | instància de | Detalls                                                                    | coordenades                                                                         | Protecció                                            | Commons (més fotos)                         | Dades a WD                    |
| ------ | ------------------------------------------- | ---------------------- | ------------ | -------------------------------------------------------------------------- | ----------------------------------------------------------------------------------- | ---------------------------------------------------- | ------------------------------------------- | ----------------------------- |
|        | Dipòsit distribuïdor d'aigües de la Tallada | la Tallada             | edifici      | Estil: arquitectura popular 20th century                                   | 41° 38′ 35″ N, 1° 25′ 09″ E / 41.64298°N,1.41918°E 750 msnm                         | bé integrant del patrimoni cultural català           | Dipòsit distribuïdor d'aigües de la Tallada | Modifica les dades a Wikidata |
|        | Sindicat Agrícola de Sant Guim de Freixenet | Sant Guim de Freixenet | edifici      | Arquitecte: Cèsar Martinell i Brunet Estil: modernisme català 20th century | 41° 39′ 16″ N, 1° 24′ 59″ E / 41.654333°N,1.416308°E ca:Plaça del Sindicat 736 msnm | bé d'interès cultural bé cultural d'interès nacional | Sindicat Agrícola de Sant Guim de Freixenet | Modifica les dades a Wikidata |

## entitat singular de població
| imatge | Nom                       | Ubicat a               | instància de                                   | Detalls  | coordenades | Protecció | Commons (més fotos)                 | Dades a WD                    |
| ------ | ------------------------- | ---------------------- | ---------------------------------------------- | -------- | --- | --------- | ----------------------------------- | ----------------------------- |
|        | Altadill                  | Sant Guim de Freixenet | entitat singular de població                   | 1 hab    | 41° 40′ 13″ N, 1° 23′ 21″ E / 41.6703°N,1.38903°E 755 msnm                                                     |           | Altadill                            | Modifica les dades a Wikidata |
|        | Amorós                    | Sant Guim de Freixenet | entitat singular de població                   | 9 hab    | 41° 39′ 12″ N, 1° 25′ 35″ E / 41.6533°N,1.42639°E ca:A llevant de Sant Guim. Accés des de ctra. B-100 755 msnm |           | Amorós                              | Modifica les dades a Wikidata |
|        | Freixenet de Segarra      | Sant Guim de Freixenet | entitat singular de població                   | 49 hab   | 41° 39′ 40″ N, 1° 23′ 47″ E / 41.661093°N,1.396313°E ca:Ctra. LV-1003. Km 2 670 msnm                           |           | Freixenet de Segarra                | Modifica les dades a Wikidata |
|        | Melió                     | Sant Guim de Freixenet | entitat singular de població                   | 3 hab    | 41° 40′ 21″ N, 1° 23′ 48″ E / 41.672444°N,1.396575°E 659 msnm                                                  |           | Melió                               | Modifica les dades a Wikidata |
|        | Palamós                   | Sant Guim de Freixenet | entitat singular de població                   | 1 hab    | 41° 38′ 26″ N, 1° 22′ 45″ E / 41.640635°N,1.379137°E 651 msnm                                                  |           | Palamós (Sant Guim de Freixenet)    | Modifica les dades a Wikidata |
|        | Sant Domí                 | Sant Guim de Freixenet | entitat singular de població                   | 35 hab   | 41° 39′ 56″ N, 1° 24′ 51″ E / 41.665588°N,1.414267°E 703 msnm                                                  |           | Sant Domí                           | Modifica les dades a Wikidata |
|        | Sant Guim de Freixenet    | Sant Guim de Freixenet | entitat singular de població capital municipal | 1035 hab | 41° 39′ 28″ N, 1° 25′ 19″ E / 41.65771904°N,1.42192856°E 739 msnm                                              |           |                                     | Modifica les dades a Wikidata |
|        | Sant Guim de la Rabassa   | Sant Guim de Freixenet | entitat singular de població                   | 13 hab   | 41° 38′ 49″ N, 1° 24′ 17″ E / 41.647077°N,1.404703°E 720 msnm                                                  |           | Sant Guim de la Rabassa             | Modifica les dades a Wikidata |
|        | el Castell de Santa Maria | Sant Guim de Freixenet | entitat singular de població                   | 10 hab   | 41° 40′ 52″ N, 1° 24′ 19″ E / 41.681153°N,1.405158°E 670 msnm                                                  |           | El Castell de Santa Maria           | Modifica les dades a Wikidata |
|        | la Rabassa                | Sant Guim de Freixenet | entitat singular de població                   | 20 hab   | 41° 38′ 53″ N, 1° 22′ 57″ E / 41.64805556°N,1.3825°E ca:Ctra. LV-1007, km 3 721 msnm                           |           | La Rabassa (Sant Guim de Freixenet) | Modifica les dades a Wikidata |
|        | la Tallada                | Sant Guim de Freixenet | entitat singular de població                   | 38 hab   | 41° 38′ 27″ N, 1° 24′ 59″ E / 41.64078333°N,1.41650556°E 747 msnm                                              |           | La Tallada                          | Modifica les dades a Wikidata |

## església
| imatge | Nom                                               | Ubicat a                  | instància de                          | Detalls                                                                                 | coordenades                                                                            | Protecció                                  | Commons (més fotos)                               | Dades a WD                    |
| ------ | ------------------------------------------------- | ------------------------- | ------------------------------------- | --------------------------------------------------------------------------------------- | -------------------------------------------------------------------------------------- | ------------------------------------------ | ------------------------------------------------- | ----------------------------- |
|        | Convent de Sant Andreu                            | Sant Guim de la Rabassa   | església monestir església parroquial | Estil: arquitectura barroca 17th century                                                | 41° 38′ 55″ N, 1° 24′ 23″ E / 41.64864°N,1.4063°E ca:Pl. del Convent 716 msnm          | bé integrant del patrimoni cultural català | Convent de Sant Andreu                            | Modifica les dades a Wikidata |
|        | Sant Cosme i Sant Damià d'Amorós                  | Amorós                    | església                              | Estil: arquitectura popular 16th century                                                | 41° 39′ 11″ N, 1° 25′ 38″ E / 41.65311°N,1.42714°E ca:C. Major 755 msnm                | bé integrant del patrimoni cultural català | Sant Cosme i Sant Damià d'Amorós                  | Modifica les dades a Wikidata |
|        | Sant Cristòfol de la Rabassa                      | la Rabassa                | església                              | Estil: arquitectura barroca arquitectura popular 18th century                           | 41° 38′ 52″ N, 1° 22′ 59″ E / 41.64781°N,1.38296°E ca:Pl. de l'Església 696 msnm       | bé integrant del patrimoni cultural català | Sant Cristòfol de la Rabassa                      | Modifica les dades a Wikidata |
|        | Sant Martí de la Tallada                          | la Tallada                | església església parroquial          | Estil: arquitectura neoclàssica 18th century                                            | 41° 38′ 26″ N, 1° 25′ 01″ E / 41.64062°N,1.41706°E ca:C. Major 739 msnm                | bé integrant del patrimoni cultural català | Sant Martí de la Tallada                          | Modifica les dades a Wikidata |
|        | Sant Pere de Sant Domí                            | Sant Domí                 | església església parroquial          | Estil: arquitectura romànica arquitectura popular 12nd century                          | 41° 39′ 56″ N, 1° 24′ 49″ E / 41.66545°N,1.4137°E ca:Pl. de l'Església 700 msnm        | bé integrant del patrimoni cultural català | Sant Pere de Sant Domí                            | Modifica les dades a Wikidata |
|        | Sant Salvador d'Altadill                          | Altadill                  | església                              | Estil: arquitectura popular 18th century                                                | 41° 40′ 09″ N, 1° 23′ 35″ E / 41.66912°N,1.39292°E ca:A les afores d'Altadill 665 msnm | bé integrant del patrimoni cultural català | Sant Salvador d'Altadill                          | Modifica les dades a Wikidata |
|        | Santa Maria de Freixenet de Segarra               | Freixenet de Segarra      | església església parroquial          | Estil: arquitectura romànica arquitectura barroca arquitectura neoclàssica 11st century | 41° 39′ 42″ N, 1° 23′ 48″ E / 41.66154°N,1.39673°E ca:Pl. de l'Església 679 msnm       | bé cultural d'interès local                | Santa Maria de Freixenet de Segarra               | Modifica les dades a Wikidata |
|        | Santa Maria del Castell de Santa Maria            | el Castell de Santa Maria | església                              | Estil: arquitectura romànica arquitectura gòtica 12nd century                           | 41° 40′ 52″ N, 1° 24′ 19″ E / 41.68106°N,1.40534°E 666 msnm                            | bé integrant del patrimoni cultural català | Santa Maria del Castell de Santa Maria            | Modifica les dades a Wikidata |
|        | església del Sagrat Cor de Sant Guim de Freixenet | Sant Guim de Freixenet    | església església parroquial          | Estil: arquitectura popular 20th century                                                | 41° 39′ 21″ N, 1° 25′ 07″ E / 41.65591°N,1.41858°E ca:Pl. Doctor Perelló 737 msnm      | bé integrant del patrimoni cultural català | Església del Sagrat Cor de Sant Guim de Freixenet | Modifica les dades a Wikidata |

## font
| imatge | Nom                                 | Ubicat a                  | instància de | Detalls                                  | coordenades                                                                                            | Protecció                                  | Commons (més fotos)                 | Dades a WD                    |
| ------ | ----------------------------------- | ------------------------- | ------------ | ---------------------------------------- | --- | ------------------------------------------ | ----------------------------------- | ----------------------------- |
|        | font de Sant Salvador               | Altadill                  | font         | Estil: arquitectura popular 19th century | 41° 40′ 10″ N, 1° 23′ 34″ E / 41.669376°N,1.392889°E 663 msnm                                          | bé integrant del patrimoni cultural català | Font de Sant Salvador               | Modifica les dades a Wikidata |
|        | font de la plaça del Doctor Perelló | Sant Guim de Freixenet    | font         | 20th century                             | 41° 39′ 20″ N, 1° 25′ 07″ E / 41.6556°N,1.41855°E ca:Pl. del Doctor Perelló 737 msnm                   | bé integrant del patrimoni cultural català | Font de la plaça del Doctor Perelló | Modifica les dades a Wikidata |
|        | font de les Branques                | el Castell de Santa Maria | font         | Estil: arquitectura popular 19th century | 41° 40′ 29″ N, 1° 24′ 54″ E / 41.67459°N,1.41507°E ca:Camí de Branques 645 msnm                        | bé integrant del patrimoni cultural català | Font de les Branques                | Modifica les dades a Wikidata |
|        | font del Pastor                     | Sant Domí                 | font         | Estil: arquitectura popular 19th century | 41° 39′ 52″ N, 1° 24′ 45″ E / 41.66448°N,1.41262°E ca:Camí direcció el Castell de Santa Maria 680 msnm | bé integrant del patrimoni cultural català | Font del Pastor                     | Modifica les dades a Wikidata |

## granja
| imatge | Nom                    | Ubicat a                  | instància de | Detalls | coordenades                                                                  | Protecció | Commons (més fotos) | Dades a WD                    |
| ------ | ---------------------- | ------------------------- | ------------ | ------- | ---------------------------------------------------------------------------- | --------- | ------------------- | ----------------------------- |
|        | Era del Maginet        | la Tallada                | granja       |         | 41° 38′ 26″ N, 1° 25′ 26″ E / 41.6404512861458°N,1.42387632937047°E 757 msnm |           |                     | Modifica les dades a Wikidata |
|        | Era del Marcel·lino    | la Tallada                | granja       |         | 41° 38′ 20″ N, 1° 25′ 40″ E / 41.6389203730166°N,1.42783978055197°E 767 msnm |           |                     | Modifica les dades a Wikidata |
|        | Granges de l'Eustaqui  | el Castell de Santa Maria | granja       |         | 41° 40′ 41″ N, 1° 24′ 43″ E / 41.677992°N,1.411963°E 652 msnm                |           |                     | Modifica les dades a Wikidata |
|        | Granges del Carló      | Melió                     | granja       |         | 41° 40′ 14″ N, 1° 23′ 49″ E / 41.6704663546862°N,1.39684908773254°E 662 msnm |           |                     | Modifica les dades a Wikidata |
|        | Granges del Castell    | la Tallada                | granja       |         | 41° 38′ 27″ N, 1° 24′ 54″ E / 41.6408326774686°N,1.4149339026584°E 749 msnm  |           |                     | Modifica les dades a Wikidata |
|        | Granges del Gaspar     | Sant Guim de la Rabassa   | granja       |         | 41° 38′ 40″ N, 1° 24′ 25″ E / 41.6444508569952°N,1.40693222470397°E 731 msnm |           |                     | Modifica les dades a Wikidata |
|        | Granges del Llobet     | Sant Guim de Freixenet    | granja       |         | 41° 39′ 35″ N, 1° 25′ 34″ E / 41.6597024320947°N,1.42610924420042°E 737 msnm |           |                     | Modifica les dades a Wikidata |
|        | Granges del Pont       | la Rabassa                | granja       |         | 41° 38′ 55″ N, 1° 23′ 10″ E / 41.6485537128108°N,1.38597268349929°E 686 msnm |           |                     | Modifica les dades a Wikidata |
|        | Granges del Xecó       | Freixenet de Segarra      | granja       |         | 41° 39′ 35″ N, 1° 23′ 42″ E / 41.6597495130181°N,1.39500114396794°E 654 msnm |           |                     | Modifica les dades a Wikidata |
|        | Granja de Cal Rabasser | Amorós                    | granja       |         | 41° 39′ 07″ N, 1° 25′ 47″ E / 41.6519601237158°N,1.42966027845852°E 743 msnm |           |                     | Modifica les dades a Wikidata |
|        | Granja de Posades      | Freixenet de Segarra      | granja       |         | 41° 39′ 32″ N, 1° 23′ 49″ E / 41.6587504117856°N,1.39698362150377°E 654 msnm |           |                     | Modifica les dades a Wikidata |
|        | Granja del Bartomeu    | Freixenet de Segarra      | granja       |         | 41° 39′ 27″ N, 1° 24′ 05″ E / 41.6574242227226°N,1.40135211382737°E 677 msnm |           |                     | Modifica les dades a Wikidata |
|        | Granja del Felip       | la Tallada                | granja       |         | 41° 38′ 27″ N, 1° 25′ 14″ E / 41.6408910202772°N,1.42047966337489°E 745 msnm |           |                     | Modifica les dades a Wikidata |
|        | Granja del Llarg       | la Tallada                | granja       |         | 41° 38′ 24″ N, 1° 25′ 11″ E / 41.6398810376852°N,1.41973590184821°E 744 msnm |           |                     | Modifica les dades a Wikidata |

## masia
| imatge | Nom               | Ubicat a                  | instància de | Detalls                      | coordenades                                                                  | Protecció | Commons (més fotos) | Dades a WD                    |
| ------ | ----------------- | ------------------------- | ------------ | ---------------------------- | ---------------------------------------------------------------------------- | --------- | ------------------- | ----------------------------- |
|        | Ca l'Isidró       | el Castell de Santa Maria | masia        |                              | 41° 40′ 42″ N, 1° 24′ 21″ E / 41.6782462861645°N,1.40577448201648°E 641 msnm |           |                     | Modifica les dades a Wikidata |
|        | Cal Casanova Pla  | la Tallada                | masia        |                              | 41° 38′ 36″ N, 1° 25′ 06″ E / 41.6434175559336°N,1.41819658307807°E 759 msnm |           |                     | Modifica les dades a Wikidata |
|        | Cal Casanova Solà | la Tallada                | masia        |                              | 41° 38′ 33″ N, 1° 25′ 12″ E / 41.6425072496683°N,1.42011599010193°E 759 msnm |           |                     | Modifica les dades a Wikidata |
|        | Cal Comalada      | Palamós                   | masia        |                              | 41° 38′ 24″ N, 1° 22′ 41″ E / 41.6400553976802°N,1.37794819255809°E 639 msnm |           |                     | Modifica les dades a Wikidata |
|        | Cal Jaumet        | la Rabassa                | masia        |                              | 41° 38′ 55″ N, 1° 22′ 49″ E / 41.6485621692902°N,1.38017245967194°E 717 msnm |           |                     | Modifica les dades a Wikidata |
|        | Cal Jeroni        | la Rabassa                | masia        |                              | 41° 38′ 46″ N, 1° 22′ 56″ E / 41.6462234696478°N,1.38230841602255°E 679 msnm |           |                     | Modifica les dades a Wikidata |
|        | Cal Martí         | Sant Domí                 | masia        |                              | 41° 39′ 59″ N, 1° 24′ 47″ E / 41.6662690613345°N,1.41306081680779°E 699 msnm |           |                     | Modifica les dades a Wikidata |
|        | Cal Mercer        | Freixenet de Segarra      | masia        |                              | 41° 39′ 39″ N, 1° 23′ 38″ E / 41.6607348282761°N,1.3939677833391°E 647 msnm  |           |                     | Modifica les dades a Wikidata |
|        | Cal Ros           | el Castell de Santa Maria | masia        |                              | 41° 40′ 47″ N, 1° 24′ 10″ E / 41.6796910296799°N,1.4027953590126°E 618 msnm  |           |                     | Modifica les dades a Wikidata |
|        | Cal Suen          | la Rabassa                | masia        |                              | 41° 38′ 44″ N, 1° 25′ 29″ E / 41.645490062903°N,1.42482219743607°E 770 msnm  |           |                     | Modifica les dades a Wikidata |
|        | Cal Ton           | la Rabassa                | masia        |                              | 41° 38′ 42″ N, 1° 23′ 00″ E / 41.6449047837276°N,1.38332603482541°E 680 msnm |           |                     | Modifica les dades a Wikidata |
|        | Cal Vinyals       | el Castell de Santa Maria | masia        |                              | 41° 40′ 55″ N, 1° 24′ 01″ E / 41.6820800999947°N,1.40036939954226°E 618 msnm |           |                     | Modifica les dades a Wikidata |
|        | Can Basomba       | Freixenet de Segarra      | masia        |                              | 41° 39′ 42″ N, 1° 23′ 56″ E / 41.6616216861146°N,1.39878607211936°E 687 msnm |           |                     | Modifica les dades a Wikidata |
|        | Can Ferran        | Sant Guim de Freixenet    | masia        |                              | 41° 39′ 10″ N, 1° 25′ 00″ E / 41.652755455184°N,1.41673115853271°E 740 msnm  |           |                     | Modifica les dades a Wikidata |
|        | Lo Maset          | Palamós                   | masia        |                              | 41° 38′ 14″ N, 1° 22′ 43″ E / 41.6373452806558°N,1.37865249459646°E 617 msnm |           |                     | Modifica les dades a Wikidata |
|        | Mas Colom         | Melió                     | masia        | Estat: enderrocat o destruït | 41° 40′ 31″ N, 1° 22′ 56″ E / 41.6753064178345°N,1.38231301400684°E 674 msnm |           |                     | Modifica les dades a Wikidata |
|        | Maset del Torreta | Freixenet de Segarra      | masia        |                              | 41° 39′ 35″ N, 1° 24′ 11″ E / 41.6598259048964°N,1.40307024427801°E 700 msnm |           |                     | Modifica les dades a Wikidata |
|        | el Castellanet    | Sant Guim de la Rabassa   | masia        |                              | 41° 38′ 50″ N, 1° 24′ 36″ E / 41.6471406821164°N,1.40995201980615°E 733 msnm |           |                     | Modifica les dades a Wikidata |
|        | la Vaqueria       | Sant Guim de Freixenet    | masia        |                              | 41° 38′ 52″ N, 1° 25′ 13″ E / 41.647686742104°N,1.42015754040988°E 753 msnm  |           |                     | Modifica les dades a Wikidata |

## muntanya
| imatge | Nom                  | Ubicat a                                         | instància de | Detalls | coordenades                                                   | Protecció | Commons (més fotos) | Dades a WD                    |
| ------ | -------------------- | ------------------------------------------------ | ------------ | ------- | ------------------------------------------------------------- | --------- | ------------------- | ----------------------------- |
|        | Tossal de l'Escariot | Sant Guim de Freixenet                           | muntanya     |         | 41° 38′ 19″ N, 1° 23′ 16″ E / 41.6385°N,1.38775°E 671 msnm    |           |                     | Modifica les dades a Wikidata |
|        | Tossal del Postillon | Ribera d'Ondara Sant Guim de Freixenet Montmaneu | muntanya     |         | 41° 37′ 50″ N, 1° 23′ 16″ E / 41.630559°N,1.387798°E 685 msnm |           |                     | Modifica les dades a Wikidata |
|        | Turó del Magre       | Sant Guim de Freixenet                           | muntanya     |         | 41° 38′ 15″ N, 1° 26′ 02″ E / 41.6374°N,1.43401°E 781 msnm    |           |                     | Modifica les dades a Wikidata |

## passatge
| imatge | Nom                                            | Ubicat a                | instància de | Detalls                                  | coordenades                                                                                             | Protecció                                  | Commons (més fotos)                            | Dades a WD                    |
| ------ | ---------------------------------------------- | ----------------------- | ------------ | ---------------------------------------- | --- | ------------------------------------------ | ---------------------------------------------- | ----------------------------- |
|        | Pas cobert de la Tallada                       | la Tallada              | passatge     | Estil: arquitectura gòtica 14th century  | 41° 38′ 26″ N, 1° 25′ 00″ E / 41.6405°N,1.4166°E ca:C. del Castell 740 msnm                             | bé integrant del patrimoni cultural català | Pas cobert de la Tallada                       | Modifica les dades a Wikidata |
|        | Pas cobert del tren de Sant Guim de la Rabassa | Sant Guim de la Rabassa | passatge     | Estil: arquitectura popular 19th century | 41° 38′ 52″ N, 1° 24′ 21″ E / 41.64789°N,1.4057°E ca:Entre el barri de Baix i el barri de Dalt 700 msnm | bé integrant del patrimoni cultural català | Pas cobert del tren de Sant Guim de la Rabassa | Modifica les dades a Wikidata |
|        | Portal de la Rabassa                           | la Rabassa              | passatge     | Estil: arquitectura gòtica 13rd century  | 41° 38′ 53″ N, 1° 22′ 58″ E / 41.64792°N,1.38265°E ca:La Rabassa 700 msnm                               | bé integrant del patrimoni cultural català | Portal de la Rabassa                           | Modifica les dades a Wikidata |

## safareig
| imatge | Nom                                         | Ubicat a             | instància de | Detalls                                  | coordenades                                                                        | Protecció                                  | Commons (més fotos)                         | Dades a WD                    |
| ------ | ------------------------------------------- | -------------------- | ------------ | ---------------------------------------- | ---------------------------------------------------------------------------------- | ------------------------------------------ | ------------------------------------------- | ----------------------------- |
|        | Safareig de la Font de Freixenet de Segarra | Freixenet de Segarra | safareig     | Estil: arquitectura popular 19th century | 41° 39′ 35″ N, 1° 23′ 48″ E / 41.65963°N,1.39654°E ca:Darrera de Cal Xacó 652 msnm | bé integrant del patrimoni cultural català | Safareig de la Font de Freixenet de Segarra | Modifica les dades a Wikidata |
|        | Safareig de la Font del Filat               | la Rabassa           | safareig     | Estil: arquitectura popular 19th century | 41° 38′ 41″ N, 1° 22′ 39″ E / 41.64471°N,1.37749°E 650 msnm                        | bé integrant del patrimoni cultural català |                                             | Modifica les dades a Wikidata |

## Misc
| imatge | Nom                                         | Ubicat a                                       | instància de                   | Detalls                                  | coordenades | Protecció                                  | Commons (més fotos)                      | Dades a WD                    |
| ------ | ------------------------------------------- | ---------------------------------------------- | ------------------------------ | ---------------------------------------- | --- | ------------------------------------------ | ---------------------------------------- | ----------------------------- |
|        | Antic forn de pa de Freixenet de Segarra    | Freixenet de Segarra                           | forn de pa                     | Estil: arquitectura popular 19th century | 41° 39′ 40″ N, 1° 23′ 47″ E / 41.66118°N,1.39641°E ca:C. Major 675 msnm                                        | bé integrant del patrimoni cultural català | Antic forn de pa de Freixenet de Segarra | Modifica les dades a Wikidata |
|        | Estació de Sant Guim de Freixenet           | Sant Guim de Freixenet                         | estació de ferrocarril         | Estil: arquitectura popular 19th century | 41° 39′ 21″ N, 1° 25′ 14″ E / 41.65588888888889°N,1.4205833333333333°E ca:C. Major, 14 738 msnm                | bé cultural d'interès local                | Sant Guim de Freixenet train station     | Modifica les dades a Wikidata |
|        | Magre                                       | Sant Guim de Freixenet                         | vèrtex geodèsic                | Alt: 1.2m                                | 41° 38′ 14″ N, 1° 26′ 05″ E / 41.637113°N,1.43461°E 783.106 msnm                                               |                                            |                                          | Modifica les dades a Wikidata |
|        | Monument a la Mare de Déu del Camí          | Sant Guim de Freixenet                         | monument                       | Estil: arquitectura popular 20th century | 41° 38′ 59″ N, 1° 25′ 16″ E / 41.64968°N,1.42121°E ca:Ctra. B-100, km 5 755 msnm                               | bé integrant del patrimoni cultural català | Monument a la Mare de Déu del Camí       | Modifica les dades a Wikidata |
|        | Polígon industrial La Vaqueria              | Sant Guim de Freixenet                         | polígon industrial             |                                          | 41° 38′ 45″ N, 1° 25′ 08″ E / 41.6457345831812°N,1.41901646844065°E                                            |                                            |                                          | Modifica les dades a Wikidata |
|        | Pou de gel de Sant Domí                     | Sant Domí                                      | pou de neu                     |                                          | 41° 40′ 03″ N, 1° 24′ 53″ E / 41.667409°N,1.414595°E ca:Darrere de la cabana del Bonet, en un bosquet 692 msnm | bé cultural d'interès local                | Pou de gel de Sant Domí                  | Modifica les dades a Wikidata |
|        | casa consistorial de Sant Guim de Freixenet | Sant Guim de Freixenet                         | casa consistorial              |                                          | 41° 39′ 21″ N, 1° 25′ 08″ E / 41.6557849°N,1.4189758°E                                                         |                                            |                                          | Modifica les dades a Wikidata |
|        | cova del Llop                               | Sant Guim de Freixenet                         | cova                           |                                          | 41° 38′ 13″ N, 1° 26′ 54″ E / 41.6369578253005°N,1.44845409040505°E                                            |                                            |                                          | Modifica les dades a Wikidata |
|        | el Cementiri dels Moros                     | la Tallada                                     | despoblat jaciment arqueològic |                                          | 41° 38′ 34″ N, 1° 26′ 55″ E / 41.6427960958911°N,1.44859018138579°E 725 msnm                                   |                                            |                                          | Modifica les dades a Wikidata |
|        | riera de Freixenet                          | Segarra Sant Guim de Freixenet Ribera d'Ondara | curs d'aigua                   |                                          | 41° 39′ 52″ N, 1° 22′ 32″ E / 41.664442°N,1.375676°E                                                           |                                            |                                          | Modifica les dades a Wikidata |